# 黑鰭眶棘鯒
黑鰭眶棘鯒，為輻鰭魚綱鮋形目牛尾魚亞目牛尾魚科的其中一種，分布於印度洋區，從阿曼灣至安達曼海海域，棲息深度15-117公尺，屬底棲性魚類，體長可達14.5公分，棲息在沙泥底質海域，屬肉食性，生活習性不明。

## 擴展閱讀
維基物種上的相關：黑鰭眶棘鯒